# Donja Panonija
Donja Panonija (lat. Pannonia Inferior), provincija Rimskog Carstva nastala u 2. stoljeću.

## Povijest
Donja Panonija nastala je početkom 2. stoljeća kad je car Trajan podijelio Panoniju na Gornju Panoniju na zapadu i Donju Panoniju na istoku. U sklopu reorganizacije države, car Dioklecijan podijelio je 297. Donju Panoniju na Drugu Panoniju i Panoniju Valeriju.

## Rimski guverneri Druge panonije
- Publius Aelius Hadrianus (106.-108.)
- Titus Julius Maximus Manlianus (108.-(110.-111.)
- Publius Afranius Flavianus (111./112.-114./115.)
- Quintus Marcius Turbo (117./118.-118./119.)
- Lucius Cornelius Latinianus (?127.-130.)
- Lucius Attius Macro (130./131.-133./134.)
- Nonius Mucianus (134.-136.)
- Lucius Aelius Caesar (136.-137.)
- Claudius Maximus (137.-c. 141.)
- Marcus Pontius Laelianus Larcius Sabinus (c. 141.-c. 144.)
- Quintus Fuficius Cornutus (c. 144.-147.)
- Marcus Cominius Secundus (147.-c. 150.)
- Marcus Nonius Macrinus (c. 150.-c. 153.)
- Marcus Iallius Bassus Fabius Valerianus (c. 156.-c. 159.)
- Gaius Julius Geminius Capellianus (c. 159.-c. 161.)
- Tiberius Haterius Saturninus (c. 161.-164.)
- Tiberius Claudius Pompeianus (c. 167.)
- Lucius Ulpius Marcellus (prije 173.)
- Gaius Vettius Sabinianus Julius Hospes (c. 173.-175.)
- Sextus Quintilius Condianus (c. 175.-c. 179.)
- Lucius Septimius Flaccus (c. 179.-c. 183.)
- Lucius Cornelius Felix Plotianus (c. 183.-185.)
- Gaius Pomponius Bassus Terentianus (192.)
- Gaius Valerius Pudens (c. 192.-c. 194.)
- Tiberius Claudius Claudianus (c. 197./198.)
- Lucius Baebius Caecilianus (199.-202.)
- Lucius Cassius Marcellinus (između 202. i 204.)
- Gaius Julius Septimius Castinus (c. 211./212.)
- Triccianus (217.-218.)
- Pontius Proculus Pontianus (c. 219.-222.)

## Zemljopis
Središte provincije bila je Mursa, današnji Osijek. Ostali značajniji gradovi bili su Sirmij (današnja Srijemska Mitrovica), Certissa (današnje Đakovo), Marsonia (današnji Slavonski Brod), Cibalae (današnji Vinkovci), Cuccium (današnji Ilok), Sopijana (današnji Pečuh), Aquincum (nešto sjevernije od današnje Budimpešte) itd. Obuhvaćala je dijelove današnje Hrvatske, Mađarske, Srbije te Bosne i Hercegovine.